# Telecom Italia Mobile
TIM – włoski operator telefonii komórkowej. Siedziba znajduje się w Mediolanie, natomiast dyrekcja generalna w Rzymie. Operuje w Brazylii i Włoszech, gdzie ma ponad 30-procentowy udział w rynku (według danych na 31 marca 2014 r.), będąc tym samym największym operatorem komórkowym w tym kraju.
TIM jest oddziałem Telecom Italia, jednego z największych włoskich operatorów telekomunikacyjnych.
Sieć TIM działa w standardach GSM, EDGE, UMTS i HSDPA.